# Kicin (województwo wielkopolskie)
Kicin – wieś w Polsce położona w województwie wielkopolskim, w powiecie poznańskim, w gminie Czerwonak.
Wieś duchowna Kicina, własność kapituły katedralnej poznańskiej, pod koniec XVI wieku leżała w powiecie poznańskim województwa poznańskiego. W latach 1975–1998 miejscowość administracyjnie należała do województwa poznańskiego.

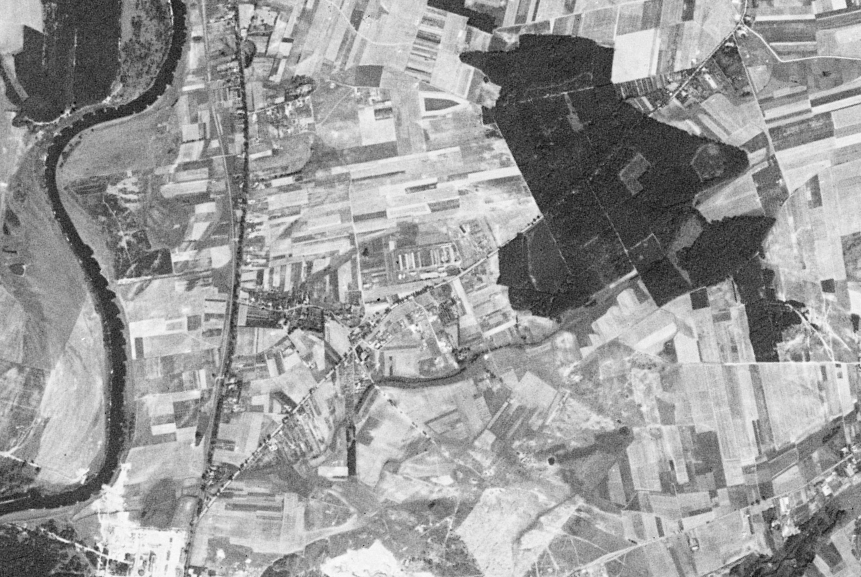
Zdjęcie satelitarne Koziegłów i okolic, 1965 r. W prawym górnym, Kicin.

## Kościół św. Józefa
W centrum wsi, na niewielkim wzniesieniu znajduje się drewniany kościół parafialny pw. św. Józefa Oblubieńca NMP. Powstał on na miejscu wcześniejszego kościoła pw. Wszystkich Świętych, pochodzącego prawdopodobnie z XIII w., a po raz pierwszy wzmiankowanego w 1405 r. W 1749 r. świątynia ta została rozebrana. Na jej miejscu wzniesiono nową, w 1751 r. Zbudowana została z drewna, jak pierwowzór. Ufundowana została przez poznańską kapitułę katedralną. Nowy kościół został konsekrowany w 1752 r. przez biskupa Józefa Tadeusza Kierskiego, głównego fundatora i byłego proboszcza w Kicinie.
Z beneficjum kicińskim związana jest osoba Jana Kochanowskiego, który w latach 1564–1574 zajmował formalnie stanowisko proboszcza tutejszej parafii (jako prepozyt kapituły katedralnej). Jednak funkcje duszpasterskie, jak i administracyjne pełnił on wyłącznie za pośrednictwem swoich wikariuszy, natomiast osobiście nigdy nie był ani w Poznaniu, ani w Kicinie.
Dzieje i zabytki świątyni oraz jej poetycką wizję przedstawił współcześnie Jacek Kowalski.
Podczas II wojny światowej działał tu nazistowski obóz pracy przymusowej dla lokalnych wyznawców judaizmu, gdzie umarło 76 osób. Resztę więźniów wywieziono do obozu koncentracyjnego w Oświęcimiu (Auschwitz-Birkenau), gdzie zostali straceni.
27 stycznia 2017 na placu obok kościoła parafialnego pw. św. Józefa Oblubieńca NMP odsłonięto pamiątkową tablicę, która upamiętnia zmarłych tutaj Żydów.

## Droga świętego Jakuba
Przez wieś przebiega Wielkopolska Droga św. Jakuba – odcinek szlaku pielgrzymkowego do grobu św. Jakuba w Santiago de Compostela w Hiszpanii.